# Limba khmeră
Limba khmeră (în khmeră: ភាសាខ្មែរ) este limba oficială a Cambodgiei. Ea are aproximativ 16 milioane de vorbitori. Khmera a fost influențată considerabil de limba sanscrită și de limba pali.